# ボルシア・ドルトムント専用バス爆弾攻撃事件
ボルシア・ドルトムント専用バス爆弾攻撃事件（ボルシア・ドルトムントせんようバスばくだんこうげきじけん）とは、2017年4月11日午後7時15分（CET）ごろにドルトムント（ドイツ）で発生したプロサッカークラブのボルシア・ドルトムントの選手専用バスが爆弾攻撃を受けた事件である。

## 概要

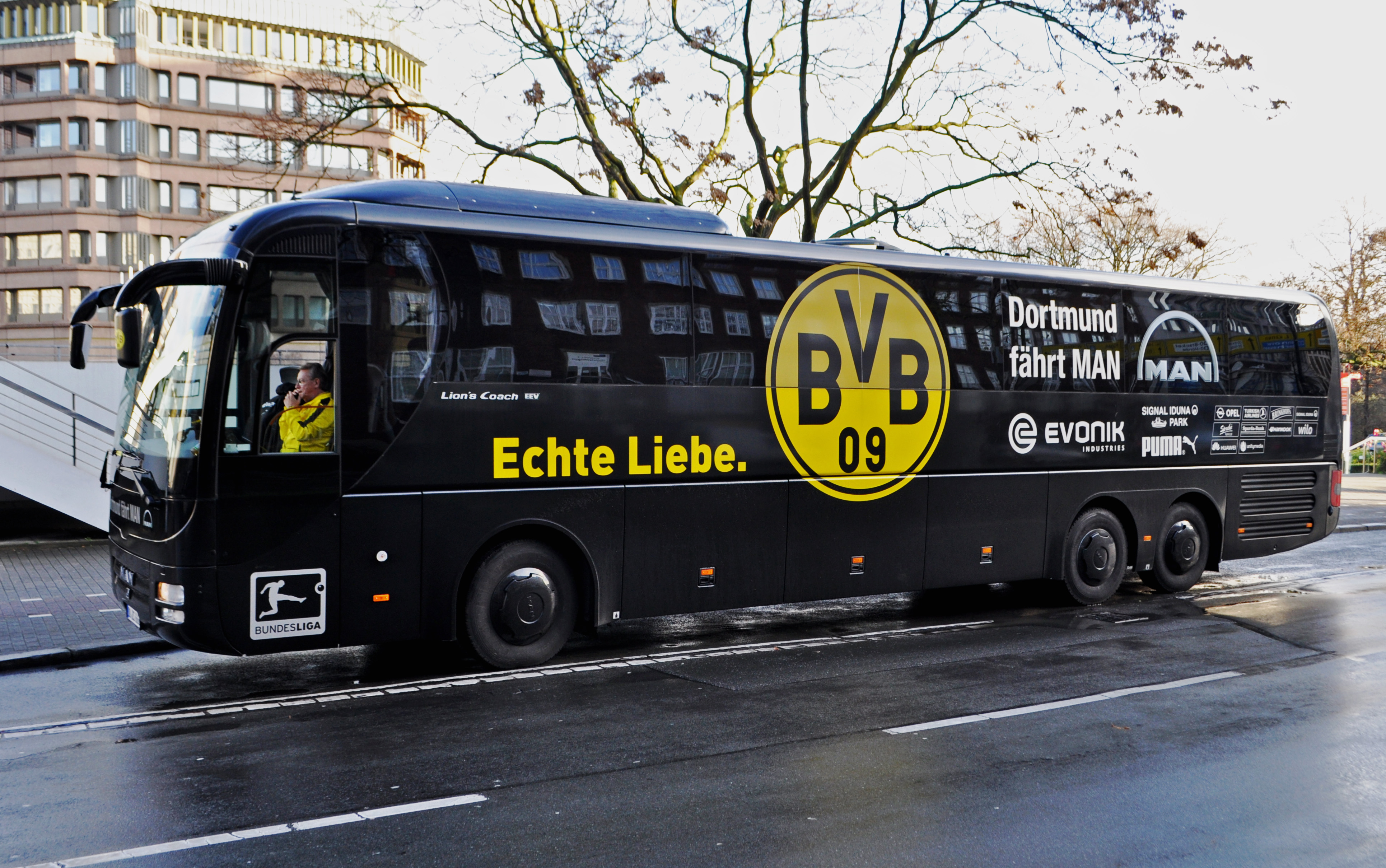
被害を受けた選手バス（2015年当時）

2017年4月11日、ボルシア・ドルトムントは、ホームスタジアムであるジグナル・イドゥナ・パルクにてASモナコ（フランス）を迎えてUEFAチャンピオンズリーグ 2016-17準々決勝第1戦を挙行する予定となっていた。この試合のため、ボルシア・ドルトムントの選手たちはスタジアム近くのホテルに宿泊し、試合開始直前にバスでスタジアム入りする手筈であった。
ドルトムント選手団が乗車した専用バスが宿泊先のホテルを出発し、ウィットブラウッカーストリートに出たところでバス付近で爆発が3度発生した。この爆発により専用バスは後部の窓が破損した。また、この爆発の際にボルシア・ドルトムント所属のマルク・バルトラ（スペイン）が右手首を骨折して病院に搬送され、緊急手術を受けた。また爆発の際に警護のオートバイに乗務していた警察官も負傷した。
この事態を受け、欧州サッカー連盟 (UEFA) は、当日のドルトムント 対 モナコ戦の試合開催について、両クラブの関係者やドルトムント行政当局と協議の上で中止し、翌日の4月12日に振替順延として試合を開催する決定を行った。アレクサンデル・チェフェリンUEFA会長はこの試合順延を「正しい決定である」とした。

## 事件捜査
この事件を受けてまず地元ドルトムントの警察当局が捜査を開始し、その後、テロ事件の疑いが濃厚になったために連邦刑事庁 (BKA) が捜査に乗り出した。当局の捜査によりこの爆発が、生け垣に仕掛けられた特製パイプ爆弾によるものであることが判明した。12メートルほどの生け垣の中に3つの爆発物が設置され、遠隔操作によって起動する仕組みとなっていた。爆発物は選手バスの進行する方向へと金属片が飛散するように設置されており、金属片のひとつは250メートル先で発見された。
BKAはイスラム過激派2名の関係先を捜索し、うちイラク人の男1名を拘束確保した。事件現場からは、犯行声明とみられる手紙なども発見されたが、イスラム系の犯行に見せかけたような誤字があり、信憑性について疑問視をされた。また、拘束したイラク人の男から事件に関与した証拠が見つからなかったことなどから、警察当局はイスラム過激派の関与を疑問視していた。
4月21日、BKAは事件に関与したとしてロシア系ドイツ人の男をドイツ南西部のテュービンゲンで拘束したと発表した。この男は個人投資家であり、イスラム過激派とは関係がない。男は事件当日、選手が宿泊した同じホテルからインターネットを介し、ボルシア・ドルトムントの運営会社の株式を「株価が下落するほど、売却時に利益が出る」というプットオプション付きで1万5000株ほど購入。株価の操作によって不正な利益を得ることを目的として、事件現場を見渡せる場所から遠隔操作で犯行に及んだものと見られている。なお、男の購入した株式は6月17日までに指定した価格で売却することが可能となっており、BKAの試算によると最大で506,275ユーロの利益を得ることが可能となっていた。
5月16日、BKAは「事件の背景にテロリズムが存在する手掛かりは得られなかった」とする声明を発表した。経済的利益の目的のための犯行であり、国家に対する重大犯罪ではないため連邦検察庁は捜査を打ち切り、今後はドルトムント検察に一任するとした。
同年8月、ドルトムント検察庁は被疑者の男を殺人未遂罪で起訴したと発表した。

## 各国の反応
- ドイツ - アンゲラ・メルケル連邦首相は「忌まわしい犯行だ」と語った。またメルケル首相はボルシア・ドルトムントの球団社長へ電話をかけ、「負傷者の回復を願う」とメッセージを送った[8]。